# José María Cárdenas
José María Cárdenas López (Zacatecas, 2 aprile 1985) è un ex calciatore messicano, di ruolo centrocampista.

## Carriera
Il 15 dicembre 2012 l'allenatore del Morelia, Rubén Omar Romano, conferma il suo acquisto dall'América. Giunge in prestito per un anno.